# 蔡英亚
蔡耀国（1931年9月—），笔名蔡英亚，福建建瓯人，中华人民共和国贝类学家。

## 生平
蔡英亚出生于福建建瓯，先后在上海水产学院（今上海海洋大学）养殖生物系（1956年毕业）、中国科学院海洋研究所学习（师从张玺），主修贝类学知识，曾任教于厦门集美水产专科学校（今厦门海洋职业技术学院），1974年调入湛江水产学院（今广东海洋大学）任教。1991年创建广东海洋大学水生生物博物馆并担任首任馆长，1992年10月起享受国务院政府特殊津贴，2004年担任水生生物博物馆名誉馆长，2009年受聘为清华大学生命科学学院学术顾问，同时是中国贝类学会理事。
蔡英亚是中国采集贝类标本最多的人之一，拥有3,000多种贝壳标本。1984年，任职于太平洋生物研究站的加拿大人F·R·巴纳德访问中国，在湛江结识了蔡英亚，罹患癌症的巴纳德在1988年邀请蔡英亚访加（此时距离巴纳德逝世仅剩半年），赠送了多达1300余种的贝壳样本给蔡英亚，其中包括了很多北美地区特有的贝壳，这也是他如今有如此多贝类收藏的重要因素。

## 由他命名的分类单元
- 尖紫蛤 Hiatula acuta Cai et Zhuang, 1985，原归为紫蛤属（英语：Sanguinolaria），后改属血蛤属。[5][6]

## 主要著作
以下为蔡英亚部分常被引用的著作：
- 蔡英亞; 陳同戰. . 貝類學報 (中華民國貝類學會). 2000, 24: 37–46  [2022-11-11]. （原始内容存档于2016-10-19）.
- 蔡英亚; 庄启谦. . 热带海洋 (湛江水产学院). 1985年, (03期). ISSN 1009-5470.